# Industrias y andanzas de Alfanhuí
Industrias y andanzas de Alfanhuí es una novela de género picaresco del escritor español Rafael Sánchez Ferlosio, publicada en 1951, cuatro años antes que El Jarama.
Alfanhuí es en esencia el relato del mítico rito de iniciación del niño al hombre, una narración que supuso cierta sorpresa en el panorama de la novela española de posguerra, no solo por «la pulcritud de su estilo y por el interés del argumento», sino muy especialmente por lo que tuvo de intento de recuperación del género picaresco español. «Historia castellana y llena de mentiras verdaderas» (como anuncia su dedicatoria), Alfanhuí ha quedado inscrito como el primer relato español dentro del realismo mágico.

## Trama

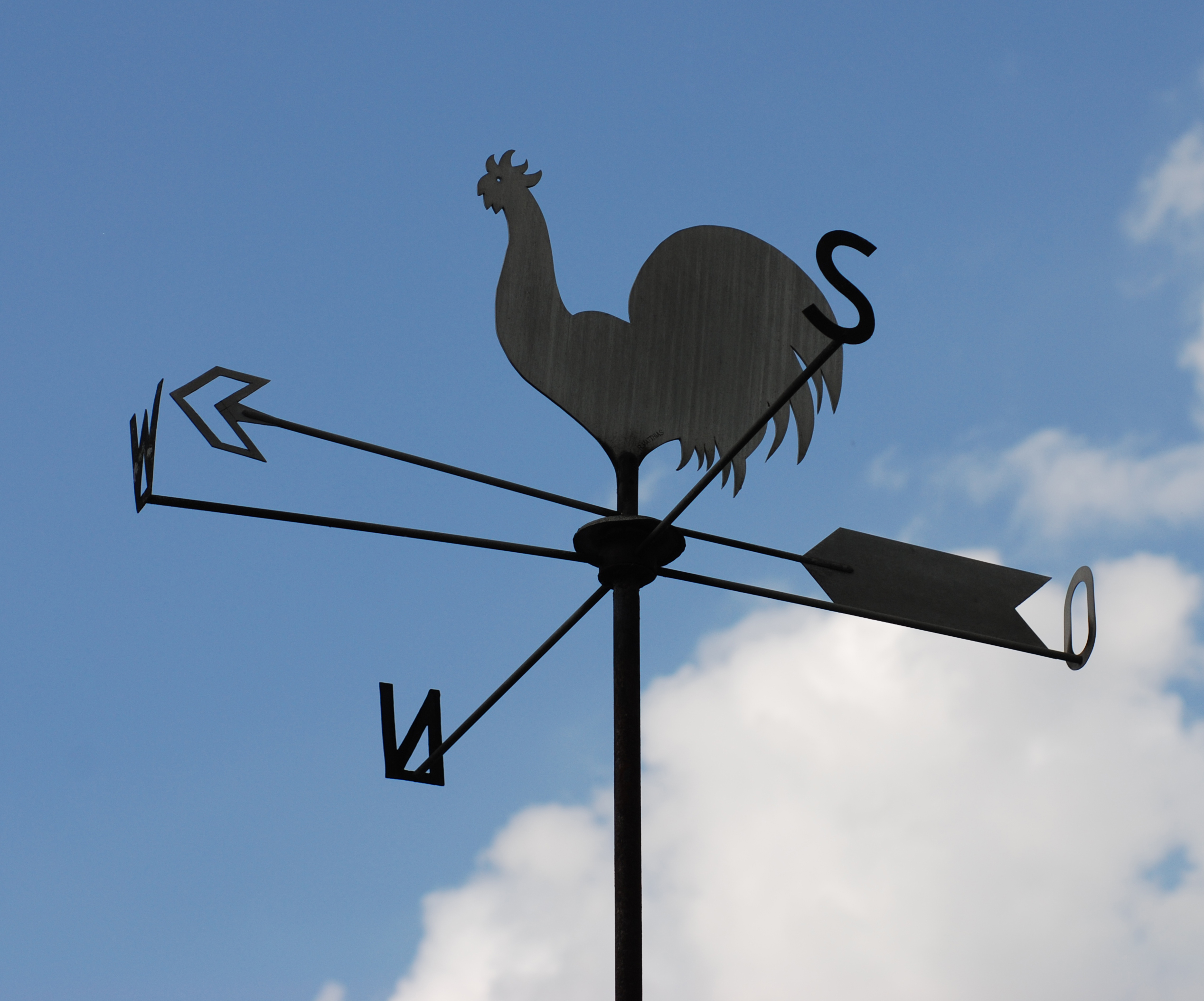
El gallo de veleta, uno de los principales personajes de las aventuras de Alfanhuí.

Alfanhuí, un muchacho curioso, valiente y pícaro, parte un día de su casa en Alcalá de Henares, con rumbo incierto y la lejana meta de la casa de su abuela. El viaje, real, literario y mágico que hace desde Guadalajara, cruzando la sierra de Gredos hasta Moraleja, y posteriormente a Palencia, llevará a Alfanhuí a conocer al resto de los personajes de esta road movie surrealista: el maestro taxidermista, el gallo de la veleta, el gigante del bosque rojo, la charlatana doña Tere y la marioneta don Zana; además de su propia abuela y otros personajes de un mundo al mismo tiempo fantástico y cotidiano:

El agua de aquel río se manchó y lo iba madurando todo, hasta pudrirlo. Bebió una yegua preñada y se volvió toda blanca y transparente, porque la sangre y los colores se le iban al feto, que se veía vivísimo en su vientre, como dentro de un fanal. La yegua se tendió sobre el verde y abortó. Luego volvió a levantarse y se marchó lentamente. Era toda como de vidrio, con el esqueleto blanco. El aborto, volcado sobre la hierba menuda, tenía los colores fortísimos y estaba envuelto en una bolsa de agua, rameada de venillas verdes y rojas que terminaba en un cordón amoratado por cuya punta iba saliendo el líquido lentamente. El caballito estaba hecho del todo. Tenía el pelo marrón rojizo y la cabezota grande, con los ojos fuera de las órbitas y las pestañas nacidas; el vientre hinchado y las cañas finísimas, que terminaban en unos cascos de cartílago, blando todavía; las crines y la cola flotaban ondulando por el líquido mucoso de la bolsa, que era como agua de almíbar. El caballito estaba allí como en una pecera y se movía vagamente. El gallo de la veleta rasgó la bolsa con su pico y toda el agua se derramó por la hierba. El potro, que tendría el tamaño de un gato, fue despertando poco a poco, como si se desperezara, y se levantó. Sus colores eran densos y vivos, como no se habían visto nunca; todo el color de la yegua se había recogido en aquel cuerpo pequeñito. El potrillo dio una espantada y salió en busca de su madre. La yegua se tendió para que mamara. Blanqueaba la leche en sus ubres de cristal.

## Análisis
Catalogado por Cela como «un libro sin edad», y eclipsado precisamente por la publicación de La colmena, cierto sector de la crítica ha llegado a reconocer que Alfanhuí fue el libro «cenicienta» de Ferlosio. Y sin embargo, la riqueza de este libro-cuento-tratado le llevaría a ser estudiado como un extraño ejemplo de pluralidad literaria: novela picaresca, anatomía social de la España rural y provinciana en el ecuador del siglo XX, itinerario español de la «commedia dell'arte» (como lo definió Juan Benet) o bello paradigma de la prosopopeya: narración en que los objetos inanimados cobran vida. En las páginas de Alfanhuí, como en algunos cuentos de los hermanos Grimm, Andersen o de las mil y una noches, cualquier objeto, por modesto o absurdo que parezca puede hablar, sentir, razonar, moverse o transmitir «provechosa enseñanza», siguiendo el mejor estilo cervantino.